# MARPOL Annexe V
L'annexe V de la convention MARPOL (de MARine POLlution : pollution marine) concerne la prévention de la pollution par les ordures des navires. Elle est entrée en vigueur le 31 décembre 1988 et s'applique à tous les navires. Elle spécifie quels déchets peuvent être rejetés en mer et les classe en différentes catégories. Elle interdit de manière spécifique les rejet de matières plastiques.Elle définit par ailleurs la distance depuis la terre la plus proche à laquelle le rejet de  chaque catégorie de déchet est autorisée. Elle oblige les navires à tenir un registre de ces ordures et des rejets effectués.
Elle crée aussi des « zones spéciales » dans lesquelles, au si de la situation écologique, océanographique ou du caractère particulier du trafic, les règles de rejets sont plus strictes. Ces zones spéciales sont : la mer méditerranée, la mer Baltique, la mer Noire, la mer Rouge, la zone des Golfes ( golfe Persique et golfe d'Aden), la mer du Nord, l'Antarctique et les Caraïbes.
| Type de déchet | navires situés hors des zones spéciales | navires situés dans les zones spéciales | Plates-formes fixes ou flottantes situées à plus de 12 miles de la terre et navires situés à moins de 500m de ces plates-formes   |
| --- | --- | --- | --- |
| déchets alimentaires broyées ou concassées en morceaux de moins de 25 mm | rejet autorisé, lorsque le navire fait route, le plus loin possible de la terre la plus proche, mais dans tous les cas, à plus de trois milles marins de la terre la plus proche.                                             | rejet autorisé, lorsque le navire fait route, le plus loin possible de la terre la plus proche, mais dans tous les cas, à plus de 12 milles marins de la terre la plus proche                     | rejet autorisé |
| déchets alimentaires non broyées ou concassées en morceaux de moins de 25 mm | rejet autorisé, lorsque le navire fait route, le plus loin possible de la terre la plus proche, mais dans tous les cas, à plus de 12 milles marins de la terre la plus proche                                                 | rejet interdit | rejet interdit |
| Résidus de cargaison nuisibles pour le milieu marin | rejet interdit | rejet interdit | rejet interdit |
| Résidus de cargaison qui sont pas nuisibles pour le milieu marin qui ne peuvent pas être récupérés complètement à l'aide des méthodes couramment disponibles en vue de leur déchargement et qui ne contiennent pas d'eau de lavage.     | rejet autorisé, lorsque le navire fait route, le plus loin possible de la terre la plus proche, mais dans tous les cas, à plus de 12 milles marins de la terre la plus proche                                                 | rejet interdit | rejet interdit |
| Résidus de cargaison qui sont pas nuisibles pour le milieu marin qui ne peuvent pas être récupérés complètement à l'aide des méthodes couramment disponibles en vue de leur déchargement,et qui contiennent des eaux de lavage.         | rejet autorisé, lorsque le navire fait route, le plus loin possible de la terre la plus proche, mais dans tous les cas, à plus de 12 milles marins de la terre la plus proche                                                 | rejet autorisé, lorsque le navire fait route, le plus loin possible de la terre la plus proche, mais dans tous les cas, à plus de 12 milles marins de la terre la plus proche et sous conditions. | rejet interdit |
| Carcasses d’animaux transportés comme cargaison et qui sont morts pendant le voyage. | rejet autorisé, lorsque le navire fait route, le plus loin possible de la terre la plus proche et dans les eaux les plus profondes possibles, mais dans tous les cas, à plus de 100 milles marins de la terre la plus proche. | rejet interdit | rejet interdit |
| Tous les autres déchets, cette catégorie incluant les matières plastiques, cordages synthétiques, apparaux de pêche, les cendres d'incinération, les huiles de friture, les emballages, paier, chiffon, verre, métaux, et la vaisselle. | rejet interdit | rejet interdit | rejet interdit |
| Mélange de déchets | Les dispositions applicables aux dispositions les plus rigoureuse appliquées à chaque catégorie de déchets mélangés s'appliquent.                                                                                             | Les dispositions applicables aux dispositions les plus rigoureuse appliquées à chaque catégorie de déchets mélangés s'appliquent.                                                                 | Les dispositions applicables aux dispositions les plus rigoureuse appliquées à chaque catégorie de déchets mélangés s'appliquent. |